# 慕容青
慕容青（?—?），是十六国后燕将领。慕容皝的曾孙，慕容详的哥哥。
396年，后燕范阳王慕容德派遣南安王慕容青等人趁夜色的掩护在邺下袭击北魏军队，把魏军打败。魏军退到新城驻守。慕容青等人请求继续追击敌军，慕容德被别驾韓𧨳劝阻，命令慕容青赶紧回城。397年，慕容德派遣桂阳王慕容镇、南安王慕容青率领骑兵七千人前去追赶袭击北魏军队，把他们打得大败。